# René Lhopital
Pour les articles homonymes, voir Lhopital (homonymie).
René Lhopital, né à Paris le 8 décembre 1885 et mort à Suresnes le 21 octobre 1960, fut un militaire, un Commissaire général des Scouts de France, le premier président du Comité France-Allemagne et un résistant français.

## Biographie
Fils d'un administrateur général de la Marine, ingénieur civil des mines de la promotion de 1907, il reste dans l'armée au terme de ses trois ans de service militaire.

### Première Guerre mondiale et Entre-deux-guerres
Officier d'artillerie, il gagne cinq citations durant la « Grande guerre ». En 1919, capitaine puis commandant, il est choisi comme officier d'ordonnance par le maréchal Ferdinand Foch. Il l'accompagne ou le représente à des cérémonies. À la mort du maréchal en 1929, il se fait mettre en disponibilité puis obtient à sa demande sa mise à la retraite, à compter de novembre 1934. Ce catholique se consacre aux Scouts de France dont il devient commissaire général de 1932 à 1936. Son épouse - il s'est marié en 1916 -, cheftaine scout, meurt du tétanos à la suite d'une blessure en camp de louveteaux.
Blessé pendant les émeutes du 6 février 1934, il adhère à l'Association des blessés du 6 février fondée par Darquier de Pellepoix. 
Espérant une réconciliation franco-allemande qui permettrait d'éviter une nouvelle guerre et de mettre en place « enfin les réalisations d'ordre et de travail nécessaires à la sécurité intérieure et extérieure » de ces deux pays , il accepte la présidence du Comité France-Allemagne, lors de sa fondation en novembre 1935. Il démissionne en février 1936 à la suite d'un scandale de mœurs homosexuel : lors de la première sortie outre-Rhin du comité - les dirigeants du C.F.A ont été invités pour l'ouverture des Jeux olympiques et ont rencontré Hitler -, il a été arrêté après s'être livré à des attouchements sur un jeune soldat allemand dans un cinéma. Un article nécrologique donne une version édulcorée et plus patriotique : « Le rapprochement franco-allemand par la jeunesse le préoccupe mais une visite à Berlin au Chancelier Hitler lui fait perdre tout espoir : il donne sa démission du Comité France-Allemagne, les nazis lui en voudront à mort ».

### Seconde Guerre mondiale: résistant et déporté
Rappelé en 1939, il sert à la 6e division d'infanterie nord-africaine puis à la Ire Armée et obtient la Croix de guerre.
Dans Paris occupé, il fonde dès 1940 un mouvement de résistance, l'Armée des Volontaires dont les militants participent à la rédaction et à la diffusion du journal de Raymond Deiss, Pantagruel.
Arrêté le 31 août 1941, il est emprisonné deux mois au Cherche-Midi puis relâché. Le 24 janvier 1942, il est de nouveau arrêté. Le 9 octobre 1942, il est déporté à Wittlich (Allemagne) en vertu du décret Nacht und Nebel. Les 27 et 28 mai 1943, les militants de l'Armée des Volontaires et de l'équipe de Pantagruel sont jugés à Trèves par le 2e sénat du Volksgerichtshof. Le commandant Lhopital, contre qui n'a été relevée aucune preuve, est condamné à un an de réclusion pour "non-livraison" d'un journal anti-allemand. À Sachsenhausen, il rencontre Claude Bourdet qui l'accompagne à Buchenwald.
René Lhopital est rapatrié le 19 août 1945.

### Au lendemain de la guerre
Connu de la police judiciaire pour des « mœurs dissolues », il est arrêté par la brigade mondaine en mai 1946 aux bains de Penthièvre à Paris. Il s'agit d'un sauna gay parisien réputé depuis la fin du XIXe siècle. 
Ce qui ne l'empêche pas, grâce à ses titres de résistant et de déporté, d'accéder au sommet de l'ordre de la Légion d'honneur. Chevalier de la Légion d'honneur en 1919, officier en 1936, il est promu commandeur (1947), grand officier (1953) puis est élevé à la dignité de grand croix de la Légion d'honneur en 1958. Membre de l'Union nationale des officiers de réserve (UNOR), il préside l'association nationale des officiers agents de liaison et interprètes militaires et l'Alliance Atlantique des Anciens combattants. Il est membre du conseil national du Mouvement européen-France et du comité exécutif de l'Alliance France-Grande-Bretagne.

## Publications
- Édition française par le commandant Lhopital du Journal du maréchal Wilson publié par le major général sir C. E. Callwell ; Préface du maréchal Foch, Payot, 1929
- Commandant René Lhopital, Foch, l'armistice et la paix, Plon, 1938, 245 p.[19]